# Sophie Duker
 (avril 2022).
La mise en forme du texte ne suit pas les recommandations de Wikipédia : il faut le « wikifier ».
Les points d'amélioration suivants sont les cas les plus fréquents. Le détail des points à revoir est peut-être précisé sur la page de discussion.
- Les titres sont pré-formatés par le logiciel. Ils ne sont ni en capitales, ni en gras.
- Le texte ne doit pas être écrit en capitales (les noms de famille non plus), ni en gras, ni en italique, ni en « petit »…
- Le gras n'est utilisé que pour surligner le titre de l'article dans l'introduction, une seule fois.
- L'italique est rarement utilisé : mots en langue étrangère, titres d'œuvres, noms de bateaux, etc.
- Les citations ne sont pas en italique mais en corps de texte normal. Elles sont entourées par des guillemets français : « et ».
- Les listes à puces sont à éviter, des paragraphes rédigés étant largement préférés. Les tableaux sont à réserver à la présentation de données structurées (résultats, etc.).
- Les appels de note de bas de page (petits chiffres en exposant, introduits par l'outil «  Source ») sont à placer entre la fin de phrase et le point final[comme ça].
- Les liens internes (vers d'autres articles de Wikipédia) sont à choisir avec parcimonie. Créez des liens vers des articles approfondissant le sujet. Les termes génériques sans rapport avec le sujet sont à éviter, ainsi que les répétitions de liens vers un même terme.
- Les liens externes sont à placer uniquement dans une section « Liens externes », à la fin de l'article. Ces liens sont à choisir avec parcimonie suivant les règles définies. Si un lien sert de source à l'article, son insertion dans le texte est à faire par les notes de bas de page.
- La présentation des références doit suivre les conventions bibliographiques. Il est recommandé d'utiliser les modèles {{Ouvrage}}, {{Chapitre}}, {{Article}}, {{Lien web}} et/ou {{Bibliographie}}. Le mode d'édition visuel peut mettre en forme automatiquement les références.
- Insérer une infobox (cadre d'informations à droite) n'est pas obligatoire pour parachever la mise en page.

Pour une aide détaillée, merci de consulter Aide:Wikification.
Si vous pensez que ces points ont été résolus, vous pouvez retirer ce bandeau et améliorer la mise en forme d'un autre article.
Sophie Duker, née à Londres en 1990, est une humoriste et écrivaine britannique,,.
Sophie Duker est née de parents originaires d'Afrique de l'Ouest. Sa mère est camerounaise et son père ghanéen,. Elle a étudié le français et l'anglais au Wadham College d'Oxford,,. Elle a rejoint les diablotins d'Oxford lors de sa première année à l'université,.

## Carrière
Ancienne élève de la Pleasance Comedy Reserve, Sophie a été présélectionnée pour le prix Funny Women en 2015. Elle a fondé et animé le spectacle "Manic Pixie Dream Girls" dans le cadre du Free Festival d'Édimbourg en 2016 et 2017,.
Elle a écrit pour le Huffington Post.
Sophie a été assistante productrice pour New World Order de Frankie Boyle et chercheur pour 8 Out of 10 Cats Does Countdown . En 2019, elle est apparue dans 8 Out of 10 Cats, Frankie Boyle's New World Order, Dave Gorman: Terms and Conditions Apply, et Mock the Week,, et en 2020 dans 8 Out of 10 Cats Does Countdown.
En 2017, elle est apparue dans un court métrage de Turtle Canyon intitulé "The Dates", qui explore la culture des rencontres bisexuelles.
En 2018, Sophie Duker a mis en place la soirée comique "Wacky Racists", qui a actuellement une résidence mensuelle au 2Northdown à Kings Cross, Londres, et présente des spectacles dérivés dans des festivals et événements à travers le Royaume-Uni. En décembre 2019, le Soho Theatre a organisé une spéciale saisonnière de Noël "Wacky Racists".
Duker a partagé la vedette dans le pilote d'une émission de sketchs en caméra cachée sur Channel 4 appelée Riot Girls ainsi que dans l'émission humoristique Comedy Central UK What I Wish I'd Said en 2018.
Son premier spectacle de stand-up, "Diet Woke", a été créé en 2018. Elle a emmené son spectacle de 2019, "Venus", au Brighton Fringe et au Edinburgh Fringe, se produisant au Edinburgh Pleasance du 31 juillet au 25 août 2019.
En septembre 2020, lors d'une des apparitions de Sophie dans le New World Order de Frankie Boyle, l'animateur Frankie Boyle a proposé la motion « Black Lives Matter Glosses Over The Complexities Of A World Where We All Need To Come Together And Kill Whitey ». Un clip de Duker faisant une blague qui répétait l'expression "kill whitey" - une expression pré-approuvée par la BBC, selon Duker - a été largement diffusé en ligne. Duker a plaisanté sur la phrase dans le contexte de la discussion de son point de vue sur la blancheur et le capitalisme en réponse à un clip des années 1970 de James Baldwin parlant du pouvoir noir, . Elle a décrit que "les blogs d'extrême droite aux tabloïds grand public" ont commencé à couvrir l'histoire six jours après la diffusion de l'épisode, avec Sarah Vine du Daily Mail critiquant les commentaires comme "un dogme haineux", après quoi 1 300 des plaintes ont été déposées auprès de la BBC . La BBC a répondu que le contenu était "dans les attentes du public pour un programme post-tournant, d'actualité et satirique d'un comédien dont le style et le ton sont bien établis", rejetant plus tard les plaintes,. Une enquête sur les crimes de haine de la police du Grand Manchester a été ouverte après un rapport début janvier et fermée une semaine plus tard sans action,,. Duker a fait l'objet de harcèlement raciste sur les réseaux sociaux à cause des commentaires,,.
En 2021, elle a été embauchée par Rumpus Media pour co-présenter une nouvelle émission thématique dirigée par des femmes sur Comedy Central intitulée Yesterday, Today and The Day Before aux côtés de ses collègues comédiens Suzi Ruffell et Maisie Adam. Cependant, elle a démissionné après le premier épisode pour protester contre les coupures de son monologue sur le conflit entre Israël et la Palestine, la productrice adjointe Saima Ferdows et le comédien Kemah Bob ayant également quitté la série à ses côtés,,.
Le premier concert de Sophie Duker après le confinement était une collecte de fonds pour Reclaim These Streets.

## Filmographie

### Télévision
- 2019–2021 : Le nouvel ordre mondial de Frankie Boyle
- 2019-2020 : Se moquer de la semaine
- 2019-2020 : 8 chats sur 10
- 2019 : Le chien a mangé mes devoirs
- 2019 : Ne détestez pas le Playaz
- 2019 : Dave Gorman : les termes et conditions s'appliquent
- 2020 : Bataille rôtie
- 2020 : 8 chats sur 10 font un compte à rebours
- 2020 : Soirée jeu comique
- 2020 : Le Comedy Club de Jonathan Ross
- 2020 : Désolé, je ne savais pas
- 2021 : La science (ish) des choses étranges
- 2021 : La dernière étape
- 2021 : La maison des jeux de Richard Osman
- 2021 : Hier, aujourd'hui et avant-hier
- 2021 : Joe Lycett vous soutient
- 2022 : Tyran
- 2022 : Le génie des célébrités